# Mihailo Ivanović
Mihailo Ivanović (Kuči 1874. – Herceg Novi 1949.), borac Za Pravo, Čast i Slobodu Crne Gore zastupnik Crnogorske stranke, među najutjecajnijim crnogorskim političarima između dva svjetska rata.
Tijekom studiranja u Beogradu 1899. protjeran iz Kraljevine Srbije s većom grupom Crnogoraca pod paskom da su pripremali terorističke akcije. Diplomirao na Pravnom fakultetu u Zagrebu, potom se vraća u Crnu Goru, radi u sudu u Nikšiću, kasnije je i član Velikoga suda Kraljevine Crne Gore.
Slično kao dr. Sekula Drljević u to vrijeme, Ivanović je bučni promicatelj unije sa Srbijom, štaviše, emigrira 1912. u Beograd. Ali, u Beogradu odbio prijedlog da postane suradnik srpske tajne policije, te se, nakon što ga je kralj Nikola I. Petrović amnestirao, vraća u domovinu.
Zakratko nakon Podgoričke skupštine postaje njen osporavatelj, a na izborima 1923.,1925. i 1927. uspješni je nosilac liste Crnogorske stranke.
Brilijantni govornik u parlamentu Kraljevine SHS, najpopularniji političar u svom izbornom okrugu Podgorica, respektiran i od političkih protivnika.
Aktivno sudjelovao u pokušaju restaruriranja crnogorske neovisnosti pod talijanskom okupacijom i 12. srpnja 1941. predsjedavao Petrovdanskim saborom kada je proglašena neovisna Crna Gora.
Koncem rata od strane novih jugoslavenskih vlasti zbog suradnje s okupatorom osuđen na gubitak građanskih prava. 